# Jan de Bont
Jan de Bont (Eindhoven, 22 oktober 1943) is een Nederlandse cameraman, filmproducent en filmregisseur. Hij had in het begin van zijn carrière succes met de Nederlandse films Blue movie, Wat zien ik!? enTurks Fruit. De laatste twee werden geregisseerd door Paul Verhoeven met wie hij een jarenlange samenwerking opbouwde, die eindigde in Hollywood met Basic Instinct, waarna De Bont zelf ging regisseren. Na een reeks succesvolle films in Amerika als cameraman (Die Hard, Lethal Weapon 3 en Black Rain) maakte hij in 1994 zijn regiedebuut met de film Speed.

## Biografie
De Bont volgde Filmacademie in Amsterdam. Tijdens zijn studie richtte hij samen met Frans Bromet, René Daalder, Rem Koolhaas en Kees Meyering de filmgroep 1,2,3 enzovoort op. Ze maakten in 1965 samen de korte film "1,2,3 Rhapsodie" die bestond uit vijf sketches waarin ze om beurten de rol van acteur, cameraman, regisseur en scenarioschrijver voor hun rekening namen.
De Bont raakte daar bevriend met Adriaan Ditvoorst, samen met hem was de Bont verantwoordelijk voor het zwart/wit camerawerk in films als Paranoia (1967) en De Blinde Fotograaf (1973).
In 1971 deed hij het camerawerk voor film Wat Zien Ik!?. Deze film betekende voor De Bont het begin van een lange samenwerking met regisseur Paul Verhoeven. Samen met Verhoeven maakte De Bont de films Turks Fruit (1973), Keetje Tippel (1975) en De Vierde Man (1983). Deze laatste bezorgde Bont internationale aandacht, mede door het gebruik van een surrealistische gloed die de beelden uitstraalden en de rode dreigende kleuren.
De Bont vertrok medio jaren 70 naar de Verenigde Staten waar hij in het begin aan kleinere producties werkte. Hij werkte in de jaren 80 evenwel nog tweemaal samen met Paul Verhoeven, namelijk voor De Vierde Man en voor de internationale middeleeuwse actiefilm Flesh & Blood (1985) waarvoor hij het duistere en grauwe camerawerk leverde. In de Verenigde Staten specialiseerde De Bont zich ondertussen in grotere en duurdere actiefilms, waarin hij zich specialiseerde in het filmen van explosies, stunts en actiescènes met een steadicam. Tegen het eind van de jaren 80 was hij reeds betrokken bij producties als Die Hard (1988), Black Rain (1989), The Hunt for Red October (1990), Lethal Weapon 3 (1991) en Flatliners (1990). Ook kreeg hij lof met zijn camerawerk voor Verhoevens Basic Instinct (1992).
Na een carrière als cameraman in Hollywood, besloot De Bont zich te wagen aan een regisseercarrière. Die carrière begon met Speed (1994). De film was financieel en kritisch een succes. De Bonts volgende film, Twister (1996), een actiefilm met visual effects over een tornado, was eveneens succesvol. De regisseur besloot nu naast regisseren, ook al z'n films zelf te gaan produceren en hij richtte zijn eigen productiemaatschappij op. Zijn erop volgende films, Speed 2: Cruise Control (1997), The Haunting (1999) en Lara Croft Tomb Raider: The Cradle of Life (2003) waren echter beduidend minder succesvol.
De Bont was van 1973 tot 1988 getrouwd met actrice Monique van de Ven. Na de in 1988 uitgesproken echtscheiding trouwde hij met de Amerikaanse Trish Reeves, met wie hij twee kinderen kreeg: Alexander (die een rolletje had in Speed 2) en An (die het personage van Helen Hunt als kind speelt in Twister).

## Filmografie

### Regisseur
- 2003: Lara Croft Tomb Raider: The Cradle of Life
- 1999: The Haunting
- 1997: Speed 2: Cruise Control
- 1996: Twister
- 1994: Speed

### Cameraman
- 1992: Lethal Weapon 3
- 1992: Basic Instinct
- 1990: Flatliners
- 1990: The Hunt for Red October
- 1989: Black Rain
- 1988: Die Hard
- 1987: Who's That Girl
- 1985: The Jewel of the Nile
- 1985: Flesh & Blood
- 1983: Cujo
- 1983: De Vierde Man
- 1981: Roar
- 1975: Max Havelaar
- 1975: Keetje Tippel
- 1975: P te B (Het Gat van Nederland)
- 1974: Dakota
- 1973: De Blinde Fotograaf
- 1973: Turks Fruit
- 1971: Wat Zien Ik!?
- 1971: Blue Movie
- 1968: Paranoia

### Producer
- 2002: Equilibrium
- 2002: Minority Report

### Uitvoerend producent
- 1999: The Haunting